# Supervillain Outcast
| Recensione | Giudizio |
| ---------- | -------- |
| AllMusic   |          |

Supervillain Outcast è il quarto album in studio del gruppo musicale norvegese Dødheimsgard, pubblicato nel 2007 dalla Moonfog Productions.

## Tracce
1. Dushman – 0:56
2. Vendetta Assassin – 4:31
3. The Snuff Dreams Are Made Of – 4:55
4. Horrorizon – 4:01
5. Foe vs. Foe – 4:09
6. Secret Identity – 1:13
7. The Vile Delinquents – 4:18
8. Unaltered Beast – 4:37
9. Apocalypticism – 5:02
10. Chrome Balaclava – 1:39
11. Ghostforce Soul Constrictor (Aldrahn, Vicotnik) – 4:12
12. All Is Not Self – 5:55
13. Supervillain Serum – 4:22
14. Cellar Door – 0:53
15. 21st-Century Devil – 5:37

## Formazione
- Kvohst – voce
- Thrawn Hellspawn – chitarra, voce
- Clandestine – basso
- Vicotnik – chitarra, voce, programmazione, campionatore